# Semnoderes ponticus
Espèce
Semnoderes ponticus est une espèce de kinorhynches de la famille des Semnoderidae.

## Distribution
Cette espèce interstitielle a été découverte sur les côtes de Roumanie en mer Noire.

## Publication originale
- Băcescu & Băcescu, 1956: Kinorhinchii - reprezentanti ai unei clase de animale, noua pentru fauna Romineasca. Comunicarile. Academiei Republicii Populare Romane, vol. 6, p. 543-549.